# Limba engleză hawaiiană
Engleza hawaiiană -- în engleză, Hawaiian English -- este varianta standard a limbii engleze care este utilizată în statul american Hawaii (State of Hawai'i), fiind, alături de limba limba hawaiiană, una din cele două limbi oficiale ale acestui stat.  
Engleza hawaiiană este aproape identică cu engleza americană, vorbită în partea continentală a Statelor Unite, cu excepția faptului că toate cuvintele și numele (incluzând cel al statului, Hawa'i) sunt scrise conform foneticii limbii hawaiiene, incluzând utilizarea okina și kahakō în scriere.  Rezultatul acestei combinații este un dialect al englezei americane. 
Engleza hawaiiană nu trebuie confundată cu Hawaiian Pidgin, o varietate dialectală, care s-a dezvoltat de către rezidenții de etnii diverse care locuiesc în insule începând cu secolul al 19-lea. 
Ca o variantă scrisă standard a englezei, engleza hawaiiană este utilizată în toate publicațiile din întreg statul, precum și în revistele și ziarele locale.  Rezidenții din Hawaii care nu s-au născut, nu au crescut sau nu au legături familiale în insule au o pronunție mult mai anglicizată, mai asemănătoare cu cea vorbită în Statele Unite continentale.  Oricum, engleza hawaiiană prezintă o pronunțare și intonație care sunt sesizabil diferite de cele ale englezei americane. 